# Tomicodon lavettsmithi
Tomicodon lavettsmithi is een straalvinnige vissensoort uit de familie van schildvissen (Gobiesocidae). De wetenschappelijke naam van de soort is voor het eerst geldig gepubliceerd in 2003 door Williams & Tyler.